# Гласовит певец
Гласовит певец (Phylloscopus schwarzi) е вид птица от семейство Phylloscopidae.

## Разпространение и местообитание
Разпространен е във Виетнам, Камбоджа, Китай, Лаос, Мианмар, Монголия, Русия, Северна Корея, Тайланд и Япония.